# Łyszczyce (gmina)
Łyszczyce – dawna gmina wiejska istniejąca do 1928 roku w woj. poleskim II Rzeczypospolitej (obecnie na Białorusi). Siedzibą władz gminy były Łyszczyce (255 mieszk. w 1921 roku).
W okresie międzywojennym gmina Łyszczyce należała do powiatu brzeskiego w woj. poleskim. Gminę zniesiono 18 kwietnia 1928 roku, a jej obszar włączono do gminy Motykały.